# 華泰國際金融控股有限公司
華泰國際，全稱華泰國際金融控股有限公司。母公司為華泰證券股份有限公司（股份代號：601688.SH，6886.HK）。其子公司華泰金融控股有限公司在香港開展綜合跨境金融業務，美國子公司AssetMark開展美國財富管理業務，通過華泰證券公司開展美國投行業務。
標準普爾向華泰國際發出了BBB（長期發行人）、A-2（短期發行人）的信用評級。
2020年上半年共實現營收18.87億元，同比增加59%。完成IPO項目8個、債券發行項目14個，總交易發行規模約港幣134.18億元，數量和金額為香港中資保薦人第三。

## 香港業務
華泰金控成立於2006年11月，註冊資本金為88億港元。主要業務包括投資銀行、零售經紀及財富管理、研究與機構銷售、固定收益產品銷售與交易、跨境及結構性投融資、股權衍生品以及資產管理等，並通過子公司AssetMark開展美國資產管理業務。
華泰金控目前擁有香港證監會核發的第1類（證券交易）、第2類（期貨合約交易）、第4類（就證券提供意見）、第6類（就機構融資提供意見）及第9類（提供資產管理）受規管活動業務牌照。

## 美國業務
2016年11月，華泰證券收購美國統包資產管理平台（TAMP）AssetMark，為投資顧問提供投資策略及資產組合管理、客戶關係管理、資產託管等服務，向國際投資者提供投資組合和基金管理服務。2019年7月，AssetMark在美國紐約證券交易所完成掛牌上市。
其資產總規模632.29億美元，同比增長12.81%。總計服務8474名獨立投資顧問，服務的終端賬戶覆蓋近18萬個家庭。
2019年6月，華泰證券獲得美國經紀交易商牌照，包括證券承銷、機構投資者證券經紀、並購財務顧問等。

## 粵港澳大灣區基金
投資大灣區內的通訊、醫療、科技、教育、高端製造業、基礎設施建設等領域的投融資項目，規模過百億。

## 漲樂全球通
2020年7月開展在線交易平台業務，提供港美股、滬港通及深港通A股交易，推出免佣金、股票生息、賬戶融資、現金增值。漲樂全球通具備港股新股風控模型，是能提供33倍融資額及借券業務的零售券商。